# 馬氏腔吻鱈
馬氏腔吻鱈，為輻鰭魚綱鱈形目鼠尾鱈科的其中一種，分布於西南大西洋巴西至南喬治亞島海域，屬深海底棲性魚類，深度200-600公尺，體長可達38公分，棲息在大陸坡底層水域，生活習性不明。